# 中国人民解放军第二野战军
中国人民解放军第二野战军，简称二野，是第二次国共内战时期中国人民解放军的五大主力部队之一。是由晋冀鲁豫边区的八路军和地方武装组建和发展起来，最初名为中原野战军（简称中野）。总兵力达28万余人。因为该部队为刘伯承和邓小平领导，也称为“刘邓大军”。

## 沿革
1945年8月20日，撤销北方局，改为晋冀鲁豫中央局；八路军一二九师改为晋冀鲁豫军区。1946年7月14日成立晋冀鲁豫野战军指挥部，由军区领导指挥。1947年5月改组成立新的中原局，邓小平任书记（兼晋冀鲁豫中央局书记）。1947年6月，晋冀鲁豫军区部队已发展到42万人，其中野战军5个纵队，炮兵和工兵的建设有进一步发展，各二级军区所辖独立旅已达10个。 1947年6月10日，第一、第二、第三、第六纵队12万余人组成晋冀鲁豫南征野战军，执行挺进中原创建大别山根据地的战略任务。6月23日，野战军指挥部率南征大军由安阳地区向楼阳寿张地区出动。6月30日晚，野战军四个纵队在冀鲁豫军区部队的配合下，发起鲁西南战役，歼敌四个师部、九个半旅6万余人，揭开了战略进攻的序幕。1947年7月刘邓大军千里跃进大别山，称“南征野战军”，实力为4个纵队、13个旅、39个步兵团、1个骑兵团，团有迫炮连，旅有炮兵连，纵队有炮兵营，各纵都有教导团，共计11万余人。1947年7月27日，以第四纵队与第九纵队及西北民主联军第三十八军共10个旅8万人组成陈谢集团，挺进豫西创建鄂豫陕根据地，协助陕甘宁击破胡宗南的进攻，并配合刘邓“大举出击,经略中原”。1947年9月22日中央军委令“陈粟西兵团改为晋冀鲁豫野战军”但实际未实施。
1948年5月9日根据中央电示，在宝丰县改组中原局的领导，南征野战军与陈谢兵团正式改称中原野战军（辖第1、2、3、4、6、9、11纵队，约15万人），同时成立中原军区（辖鄂豫、桐柏、江汉、豫西、陕南、豫皖苏军区），“军区、野战军不分设”（1948年6月22日中原局致中央电）。1948年6月4日，邓刘致电军委，报告四月份中原野战军兵力统计：一、三、六纵队及野直共6万2,108人，地方武装桐柏、鄂豫、皖西、江汉、豫皖苏五个军区共13万5,745人，总计19万7,853人（不含陈谢集团第四、九纵队与豫西、陕南军区）。1948年8约，中原野战军第一纵队3个旅，第二纵队2个旅，第三纵队3个旅，第四纵队4个旅，第六纵队3个旅，第九纵队2个旅，第十一纵队3个旅，共20个旅、约15万人。1948年9月间，中原军区部队发展到21万人，组成了7个军区、8个独立旅(师)、32个军分区。其中，豫西军区6个军分区，4.8万人；豫皖苏军区1个独立旅、8个军分区，4.9万人；陕南军区1个师、1个独立旅、两个军分区，2.4万人；桐柏军区1个独立旅、4个军分区，2.2万人；江汉军区1个独立旅、4个军分区，2.7万人；皖西军区1个独立旅、3个军分区（另有第四军分区）；鄂豫军区2个教导旅、5个军分区；军分区和县均建立基干团，区建立了区干队，并健全了制度。

1949年2月，中原野战军改为第二野战军。经过整编，二野的总兵力达28万余人，其中在石家庄接收华北新兵16,000人，东北补训师1万人，天津2万俘虏、北平2万俘虏。1949年2月21日，第二野战军与中原军区正式分开，刘伯承、邓小平、邓子恢、张际春、李达、李先念致电二野各兵团、各军、各（二级）军区首长并报军委，通报中原负责人分工和电台联络的有关规定：以刘、邓、张、李专理野战军工作；邓子恢、李先念专理中原军区工作。电台联络规定：各军区行政、作战诸事宜直报军区，非有特殊情形，不与野战军司令部联络；各兵团及各军行政、作战事宜都直向野战军司令部报告，没有特殊情况，不与军区联络；野战军和各军区之间有必要通报，由野战军司令部商同中原军区临时联络。

第二野战军和第三野战军均参加了淮海战役，此役解放军投入66万官兵加40万地方武装。并在之后共同发起渡江战役，并参加了接管南京、南昌等城市的工作。1949年11月，第二野战军主力在第一野战军和第四野战军各一部的协同下，向川黔进军，举行了成都战役。1949年9、10月间，进军西南的部队；二野直属部队82,331人，第3兵团119,364人，第4兵团12万人，第5兵团102,357人，西北军区直属部队31,577人，第18兵团96,368人，共计551,997人。

截至2022年，中国人民解放军陆军集团军中，有3个是前二野（中野）下属：
- 第71集团军（前二野第12军、中野6纵）
- 第77集团军（前二野第13军）
- 第78集团军（前二野第16军、中野1纵）

### 改编
1950年2月22日，西南军区成立，贺龙任司令员，邓小平任政治委员，下辖西康、川西、川北、川东、川南、云南、贵州、西藏8个军区。同年5月，中国人民解放军第二野战军并入西南军区，撤消兵团和野战军机构。 

## 第二野战军编制

### 野战军总部
| 司令员                   | 政治委员                 | 副政治委员     | 政治部主任   | 参谋长 | 副参谋长 |
| ------------------------ | ------------------------ | -------------- | ------------ | ------ | -------- |
| 政委邓小平与司令员刘伯承 | 政委邓小平与司令员刘伯承 | 宋任穷、张际春 | 张际春（兼） | 李达   | 曾希圣   |

- 中共第二野战军前委委员：刘伯承、邓小平、张际春、陈赓、李达；书记：邓小平
- 司令部
  - 作战处处长：姚继明
  - 军政处处长：余非
  - 情报处处长：柴军武
  - 新闻处处长：李永悌
  - 通信处处长：张有年
  - 机要处处长：林桂森
  - 军械处处长：黄以仁
- 政治部
  - 组织部部长：陈鹤桥
  - 宣传部 部长陈斐琴 副部长王敏昭
    - 新华社二野总分社 社长陈斐琴兼 第一副社长王敏昭兼 第二副社长缪海稜

  - 保卫部部长：卜盛光
  - 民运部部长：李庭桂
  - 联络部部长：杨松青
  - 俘管处处长：袁血卒
  - 编辑出版处处长：胡痴
  - 直属政治处主任：唐济盘
- 后勤司令部（1949年2月成立） 司令员兼政委：段君毅 副司令员：刘岱峰、姚继鸣兼参谋长 副政治委员：穰明德 政治部主任：邓存伦/卢南樵
  - 供给部部长：刘岱峰兼/李泛山 政委谭映月
  - 卫生部部长：齐仲桓/钱信忠 政治委员：马琮璜
  - 兵站部部长：李静宜 政治委员：萧鹏
  - 运输部部长：何郝炬 政治委员：杨杰
  - 后方总留守处主任：卜盛光

### 下属部队
| 兵团/直属  | 兵团司令   | 兵团政委     | 兵团其他领导 | 下属军     | 军长              | 军政委                  | 军其他领导                                                                                            | 下属师                                                                                                  |
| ---------- | ---------- | ------------ | --- | ---------- | ----------------- | ----------------------- | --- | --- |
| 第3兵团    | 陈锡联上将 | 谢富治上将   | 副司令员王近山中将 副司令员杜义德中将 政治部主任阎红彦上将 副参谋长王蕴瑞少将 政治部副主任钟汉华中将 后勤部部长刘清/胥光义             | 第10军     | 杜义德中将        | 王维纲                  | 副军长范朝利中将 参谋长高厚良少将 政治部主任许梦侠 供给部部长陈三纪 卫生部部长孙毅华                  | 第28师师长陈中民/张奇 政委姚克佑 第29师师长周发田 政委于笑虹 第30师师长马忠全 政委鲁大东                |
| 第3兵团    | 陈锡联上将 | 谢富治上将   | 副司令员王近山中将 副司令员杜义德中将 政治部主任阎红彦上将 副参谋长王蕴瑞少将 政治部副主任钟汉华中将 后勤部部长刘清/胥光义             | 第11军     | 曾绍山中将        | 鲍先志中将              | 副军长郑国仲少将 参谋长杨国宇少将 政治部主任刘华清少将、上将/胥治中后勤部部长王子清                   | 第31师师长赵兰田 政委周维 第32师师长何正文 政委卢南樵 第33师师长童国贵 政委高治国                       |
| 第3兵团    | 陈锡联上将 | 谢富治上将   | 副司令员王近山中将 副司令员杜义德中将 政治部主任阎红彦上将 副参谋长王蕴瑞少将 政治部副主任钟汉华中将 后勤部部长刘清/胥光义             | 第12军     | 王近山中将        | 王近山中将              | 副军长萧永银少将 副政治委员李震少将 政治部主任李开湘少将后勤部部长王耀显                              | 第34师师长尤太忠 政委邵子言/唐平铸 第35师师长李德生 政委李如海 第36师师长邢荣杰 政委刘昌                |
| 第4兵团    | 陈赓大将   | 陈赓大将     | 副司令员郭天民上将 副政治委员刘志坚中将 参谋长郭天民兼 政治部主任刘志坚兼 政治部副主任胡荣贵少将 后勤部部长赵炳润 后勤部政治委员杨世荣 | 第13军     | 周希汉中将        | 刘有光少将              | 副军长陈康中将 副政治委员兼政治部主任廖冠贤少将 后勤部部长任学恭                                      | 第37师师长周学义政委雷起云 第38师师长徐其孝政委南静之/张丕绪 第39师师长黎锡福政委侯德才                 |
| 第4兵团    | 陈赓大将   | 陈赓大将     | 副司令员郭天民上将 副政治委员刘志坚中将 参谋长郭天民兼 政治部主任刘志坚兼 政治部副主任胡荣贵少将 后勤部部长赵炳润 后勤部政治委员杨世荣 | 第14军     | 李成芳中将        | 雷荣天                  | 副军长兼参谋长王启明少将政治部主任朱佩瑄 供给部部长党元成 卫生部部长刘辉儒                            | 第40师师长刘丰政委侯良辅 第41师师长查玉升政委丁荣昌/陈明（后） 第42师师长廖运周政委张子明               |
| 第4兵团    | 陈赓大将   | 陈赓大将     | 副司令员郭天民上将 副政治委员刘志坚中将 参谋长郭天民兼 政治部主任刘志坚兼 政治部副主任胡荣贵少将 后勤部部长赵炳润 后勤部政治委员杨世荣 | 第15军     | 秦基伟中将、上将  | 谷景生少将              | 副军长刘昌毅中将 参谋长张蕴钰少将 政治部主任余洪远少将 后勤部剖长 胡孝武                              | 第43师师长张显扬政委薛涛 第44师师长兼政委向守志 第45师师长崔建功                                        |
| 第5兵团    | 杨勇上将   | 苏振华上将   | 副政治委员张霖之 政治部主任甘渭汉中将 副参谋长潘焱少将 政治部副主任石新安少将 后勤部部长吴机章                                         | 第16军     | 尹先炳            | 王辉球中将              | 副政治委员戴润生少将 参谋长杨俊生少将 政治部主任吴实 后勤部部长尹痴生                                 | 第46师师长齐丁根政委范阳春 第47师师长李觉/郑统一政委郭强 第48师师长郑统一/王晓（代理）政委李一非/姜思毅 |
| 第5兵团    | 杨勇上将   | 苏振华上将   | 副政治委员张霖之 政治部主任甘渭汉中将 副参谋长潘焱少将 政治部副主任石新安少将 后勤部部长吴机章                                         | 第17军     | 王秉璋中将        | 赵健民                  | 副政治委员肖元礼少将 参谋长刘星 政治部主任裴志耕少将后勤部部长王耀华                                  | 第49师师长汪家道政委况玉纯 第50师师长胡华居政委卿正兴 第51师师长闵学胜政委崔子明                        |
| 第5兵团    | 杨勇上将   | 苏振华上将   | 副政治委员张霖之 政治部主任甘渭汉中将 副参谋长潘焱少将 政治部副主任石新安少将 后勤部部长吴机章                                         | 第18军     | 张国华中将        | 谭冠三中将              | 副军长昌炳桂 副政治委员王幼平 副政治委员王其梅少将 参谋长陈明义少将 政治部主任郭影秋 后勤部部长夏仲远 | 第52师师长吴忠政委刘振国 第53师师长金绍山政委王其梅 第54师师长魏洪亮政委罗野岗                          |
| 直属部队   | 直属部队   | 直属部队     | 直属部队 | 第19军     | 刘金轩中将        | 张邦英 第二政治委员汪锋 | 副军长陈先瑞中将 副政治委员李耀中将 参谋长薛克忠少将                                                  | 第55师 师长符先辉 政委张明 第57师师长张振复 政委张文彬                                                  |
| 直属部队   | 直属部队   | 直属部队     | 直属部队 | 第58军     | 高树勋/孔庆德中将 | 方正平中将              | 副军长杨秀昆 副政治委员兼政治部主任张力之 参谋长张西三少将                                            | 第172师师长杨树根 政委李福尧 第173师师长李定灼政委吴罡 第174师师长何济林                                |
| 直属部队   | 直属部队   | 直属部队     | 直属部队 | 特种兵纵队 | 李达（兼）        | 李达（兼）              | 副司令员孔从洲中将 副政治委员谭善和少将 参谋长赵章成少将/巫金峰 政治部主任张力雄少将                  | 榴弹炮团 战车队 工兵团                                                                                  |
| 后勤司令部 | 段君毅     | 段君毅（兼） | 副司令员 刘岱峰、姚继鸣 副政治委员 穰明德 政治部主任 邓存伦                                                                            |            |                   |                         | | |

## 另見
- 八路军一二九师司令部旧址